# Banchus russiator
Banchus russiator là một loài tò vò trong họ Ichneumonidae.